# Polisportiva Brindisi Sport 1939-1940
Questa voce raccoglie le informazioni riguardanti  la Polisportiva Brindisi Sport nelle competizioni ufficiali della stagione 1939-1940.

## Rosa
| N. |                   | Ruolo | Calciatore        |
| -- | ----------------- | ----- | ----------------- |
|    | Italia (bandiera) | A     | Ugo Argentieri    |
|    | Italia (bandiera) | D     | Luciano Barsella  |
|    | Italia (bandiera) | C     | Artemio Berro     |
|    | Italia (bandiera) | A     | Teodoro Brescia   |
|    | Italia (bandiera) | C     | Bruno Chiara      |
|    | Italia (bandiera) | A     | Mario Ciucci      |
|    | Italia (bandiera) | A     | Italo Cobelli     |
|    | Italia (bandiera) | A     | Francesco Colucci |
|    | Italia (bandiera) | A     | Michele D'Addato  |
|    | Italia (bandiera) | C     | Giulio Fonovich   |
|    | Italia (bandiera) | P     | Pietro Malosso    |

| N. |                   | Ruolo | Calciatore         |
| -- | ----------------- | ----- | ------------------ |
|    | Italia (bandiera) | A     | Umberto Mantovani  |
|    | Italia (bandiera) | C     | Carlo Marcuzzo     |
|    | Italia (bandiera) | P     | Alfredo Martinelli |
|    | Italia (bandiera) | A     | Antonio Mazzeo     |
|    | Italia (bandiera) | D     | Italo Nacci        |
|    | Italia (bandiera) | D     | Renato Pastori     |
|    | Italia (bandiera) | A     | Raffaele Pierini   |
|    | Italia (bandiera) | A     | Giovanni Pollini   |
|    | Italia (bandiera) | C     | Galileo Simone     |
|    | Italia (bandiera) | D     | Renato Tofani      |
|    | Italia (bandiera) | C     | Luigi Zongoli      |